# Милри (Алабама)
Милри (енгл. Millry) град је у америчкој савезној држави Алабама. По попису становништва из 2010. у њему је живело 546 становника.

## Демографија
Према попису становништва из 2010. у граду је живело 546 становника, што је 69 (11,2%) становника мање него 2000. године.
| Група             | 2000.       | 2010.       |
| Белци             | 390 (63,4%) | 329 (60,3%) |
| Афроамериканци    | 218 (35,4%) | 207 (37,9%) |
| Азијати           | 0 (0,0%)    | 1 (0,2%)    |
| Хиспаноамериканци | 4 (0,7%)    | 2 (0,4%)    |
| Укупно            | 615         | 546         |